# Kompositvideo

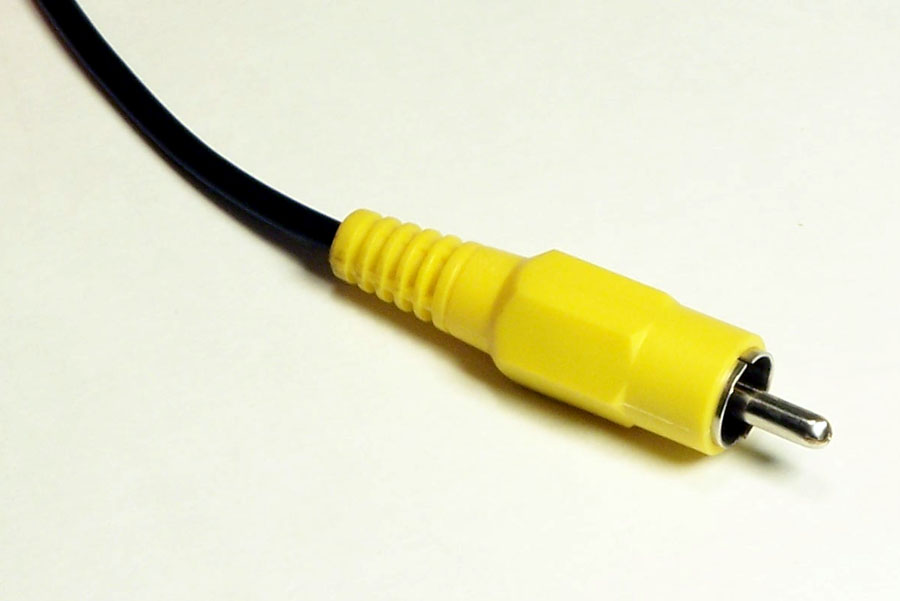
En RCA-kontakt för kompositvideo

Kompositvideo, eller sammansatt video, är en standard för elektronisk överföring av bilder där bildsignalens krominans (färg) och luminans (ljusstyrka) skickas över en ledare och jord. Signalen är samma som den bildsignal som moduleras på en bärvåg för att skickas ut till mottagare och signalen är också därmed låst till någon av standarderna för TV, till exempel PAL, SECAM, eller NTSC.

## Bildkvalitet
I och med att all bildinformation skickas över en enda ledare så blir bildkvaliteten lidande. När kompositvideo infördes så var detta inte ett stort problem, eftersom tv-apparaterna i allmänhet var små och inte speciellt bra med dagens mått mätt. I takt med att tv-apparaterna blivit bättre och större så syns kompositvideosignalens brister allt tydligare.
Så gott som alla andra alternativ ger bättre bild än kompositvideo. För allra bäst bild bör man i dagsläget, om möjligt, använda digital signalöverföring (HDMI, DVI, SDI), men även analoga bildsignaler som till exempel S-Video, RGB och komponentvideo ger betydligt klarare färgåtergivning och bättre skärpa än kompositvideo.